# Baloncesto Fuenlabrada 2002-2003
Questa voce raccoglie le informazioni riguardanti il Baloncesto Fuenlabrada nelle competizioni ufficiali della stagione 2002-2003.

## Stagione
La stagione 2002-2003 del Baloncesto Fuenlabrada è la 6ª nel massimo campionato spagnolo di pallacanestro, la Liga ACB.
Il 16 ottobre Wálter Herrmann ottiene la cittadinanza spagnola, diventando così comunitario per la Liga ACB.

## Roster
Aggiornato al 28 gennaio 2025.
| Jabones Pardo Fuenlabrada 2002-03 | Jabones Pardo Fuenlabrada 2002-03 |
| Giocatori                         | Staff tecnico                     |
| --------------------------------- | --------------------------------- |

| N. | Naz.                                     | Ruolo | Nome                    | Anno | Alt.   | Peso   |  |
| -- | ---------------------------------------- | ----- | ----------------------- | ---- | ------ | ------ |  |
| 4  | Spagna (bandiera)                        | P     | Berni Hernández         | 1975 | 189 cm |        |  |
| 5  | Spagna (bandiera)                        | G     | Alvaro Palacios         | 1982 | 195 cm |        |  |
| 6  | Stati Uniti (bandiera)                   | AG    | Richard Scott           | 1971 | 198 cm |        |  |
| 7  | Stati Uniti (bandiera)                   | C     | David Wood              | 1964 | 205 cm | 103 kg |  |
| 8  | Spagna (bandiera)                        | AC    | Jesús Fernández         | 1975 | 203 cm | 105 kg |  |
| 9  | Spagna (bandiera)                        | P     | José Miguel Antúnez     | 1967 | 183 cm | 79 kg  |  |
| 10 | Spagna (bandiera)                        | G     | José Luis Maluenda      | 1977 | 191 cm |        |  |
| 11 | Spagna (bandiera)                        | G     | Francesc Solana         | 1972 | 198 cm |        |  |
| 12 | Spagna (bandiera)                        | G     | Juan Ignacio Elizagaray | 1982 | 194 cm |        |  |
| 12 | Argentina (bandiera) · Spagna (bandiera) | AP    | Wálter Herrmann         | 1979 | 206 cm | 102 kg |  |
| 13 | Spagna (bandiera)                        | C     | Pedro Fernández         | 1978 | 208 cm | 109 kg |  |
| 14 | Spagna (bandiera)                        | AP    | Paco Martín             | 1967 | 196 cm |        |  |

| Allenatore                                                            |
| - Óscar Quintana                                                      |
| Assistente/i                                                          |
| - Alberto Codeso Legenda - (C) Capitano - (IN) Inattivo - Infortunato |

## Mercato

### Sessione estiva
| Acquisti | Acquisti            | Acquisti       | Acquisti   | Acquisti |
| R.a      | Nome                | da             | Modalità   |          |
| -------- | ------------------- | -------------- | ---------- | -------- |
| P        | José Miguel Antúnez | Benfica        | svincolato |          |
| GA       | Francesc Solana     | Siviglia       | svincolato |          |
| AP       | Wálter Herrmann     | Atenas Córdoba | svincolato |          |
| AG       | Richard Scott       | Granada        | svincolato |          |

| Cessioni | Cessioni          | Cessioni       | Cessioni       | Cessioni |
| R.       | Nome              | a              | Modalità       |          |
| -------- | ----------------- | -------------- | -------------- | -------- |
| P        | José Calderón     | Saski Baskonia | fine prestito  |          |
| G        | Velimir Perasović | Alicante       | fine contratto |          |
| AP       | Carlos Cazorla    | Siviglia       | fine contratto |          |
| AG       | Rubén Burgos      | Gijón          | fine contratto |          |
| AG       | Fran Murcia       | Gran Canaria   | fine contratto |          |

### Dopo l'inizio della stagione
| Acquisti | Acquisti           | Acquisti | Acquisti      | Acquisti |
| R.       | Nome               | da       | Data          | Modalità |
| -------- | ------------------ | -------- | ------------- | -------- |
| G        | José Luis Maluenda | Valencia | 9 aprile 2003 | prestito |

| Cessioni | Cessioni | Cessioni | Cessioni | Cessioni |
| R.       | Nome     | a        | Data     | Modalità |
| -------- | -------- | -------- | -------- | -------- |